# Довгошиї черепахи
Довгошиї черепахи (Deirochelyinae) — підродина черепах родини Прісноводні черепахи підряду Прихованошийні черепахи. Має 6 родів та 39 видів.

## Опис
Загальна довжина представників цієї підродини коливається від 7 до 44 см. Спостерігається статевий диморфізм — самиці більші за самців. Голова невелика. На відміну від інших прісноводних черепах мають довгу шию. У цих черепах доволі масивний панцир. Карапакс овальної форми із здебільшого рівними краями, щитки опуклі. Мають досить довгий хвіст.
Забарвлення дорослих черепах темних кольорів (чорного, коричневого) з різними відтінками. Молоді черепахи більш світлі. також мають різні смуги або цятки яскравого забарвлення.

## Спосіб життя
Полюбляють водойми з повільною течією. Багато часу проводять на березі. Харчуються тваринною та рослинною їжею.
Самиці відкладають до 15 яєць у ямку. За сезон буває декілька кладок.
Цих черепах часто вживають в їжу. Деякі види тримають у тераріумах.

## Розповсюдження
Мешкають у Північній, Центральній та Південній Америці.

## Роди
- Chrysemys
- Deirochelys
- Graptemys
- Malaclemys
- Pseudemys
- Trachemys